# 反党小説劉志丹事件
反党小説『劉志丹』事件（はんとうしょうせつりゅうしたんじけん）は、1936年に戦死した劉志丹を題材に書かれた小説『劉志丹』が反党文書だとされた事件。

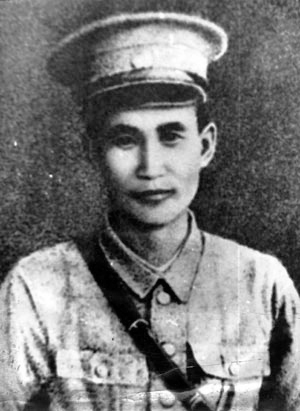
劉志丹

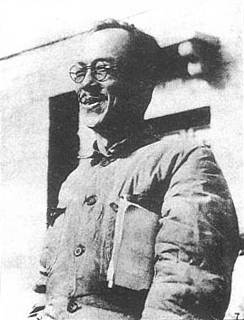
政治問題として処理を命じた康生

劉志丹は1920年代から活躍した軍人で、長征の先頭に立ち高崗らと共に中国西北部の陝甘辺ソビエト政府（陝北省ソビエト政府）の確立に尽力した。1936年2月21日、毛沢東の「北上抗日」という指示で東征を行い、山西省に入ったところで同地を支配していた国民党の閻錫山軍に敗北し、4月14日に退却の途中に射殺されている。この一件で彼の故郷である保安県は志丹県と名を変え、追悼大会が盛大に行われた。
1954年、中央宣伝部の指示で、彼を題材にした小説『劉志丹』が弟劉景范の妻で、自身も陝北で活動していた李建彤によって執筆が始められ、1959年までに初稿を書き終えた。その後、1936年当時に陝北省ソビエト政府主席であった国務院副総理習仲勲の助言を得て、1962年までに完成した。だが既に失脚していた高崗や1930年代に共産党で極左偏向路線を主導した王明に関わる内容であったことから、陝北地域の党責任者だった賈拓夫は中央宣伝部の審査を仰ぎ、周揚副部長は問題なく出版は可能と結論。出版にこぎつけた。

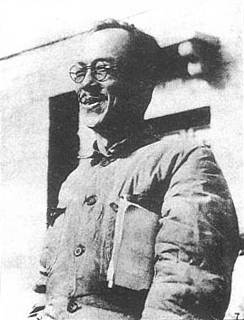
実行者の康生

ところが光明日報、工人日報、中国青年報などに連載されると閻紅彦（雲南省委第一書記）が、内容は党中央の評価が必要だと発表に反対し、その報告を受けた康生によって「政治問題であり、処理を求める」と楊尚昆に命じた。

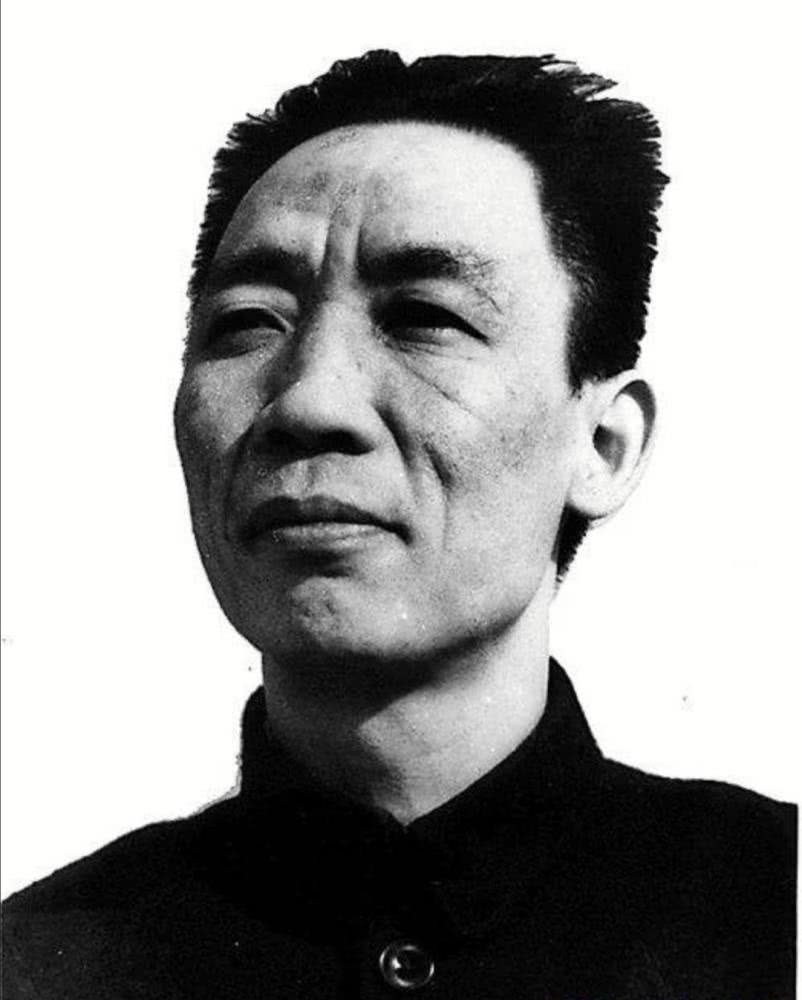
賈拓夫
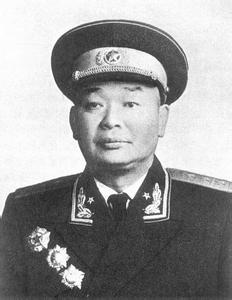
閻紅彦

8月、第8期中央委員会第10回全体会議予備会議で小説『劉志丹』は高崗の名誉を回復し、党を攻撃する文書と指摘、9月24日に開催された第8期十中全会で毛沢東は「小説を書いて反党反人民をするとは、これは一大発明だ」と批判した。これを口実に習仲勲、賈拓夫、劉景范らが反党集団と認定され、習仲勲は党内外の職務からすべて解任された上に下放され、賈拓夫は北京鉄鋼公司の副経理に降格された。

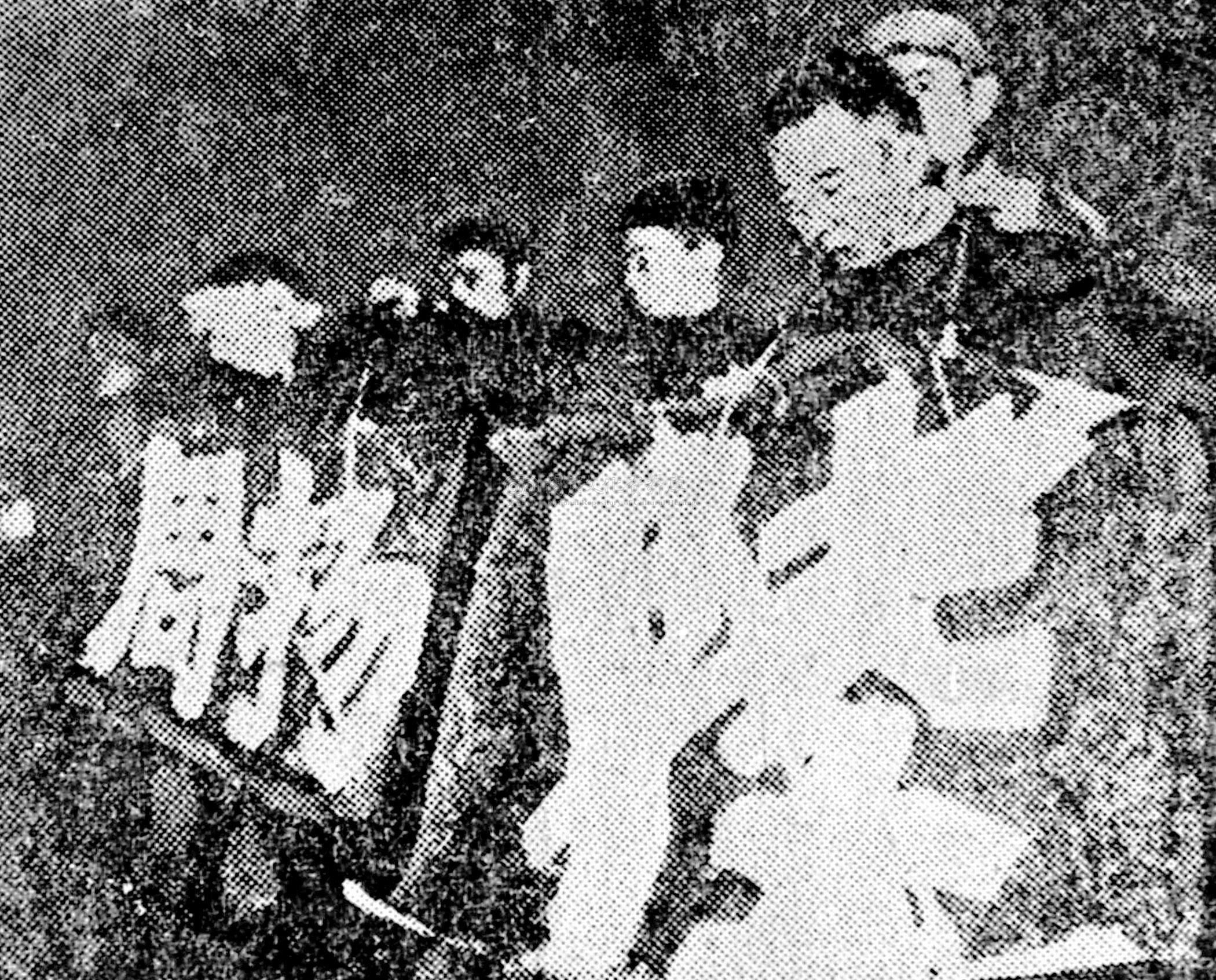
反革命分子として陸定一ともども紅衛兵の糾弾を受ける周楊

1966年に文化大革命が始まると、康生、江青、林彪らは小説『劉志丹』に関わった人間に対して手を伸ばし始める。1967年、人民日報で出版許可を出した周揚を「反革命両面派周揚を評す」と題された姚文元執筆文章を発表して党と国家を簒奪する陰謀を進めていたと批判し拘束した。李建彤は1970年に党から除名され労働改造処分となり、賈拓夫も迫害から自殺に追い込まれるなど西北反党集団として6万人が被害を受けたとされる。また一連の弾圧の切っ掛けを作った閻紅彦も反革命分子として弾劾の果てに自殺し、かつて毛沢東に英雄と評された劉志丹自身までも反党分子の裏切り者として記念碑が紅衛兵によって破壊された。
1978年の第11期3中全会以降冤罪事件の再評価が始まり、翌1979年には「小説劉志丹の名誉回復に関する報告」ですばらしい革命文化作品であり、（中略）高崗の再評価問題など存在しないと評価され、10月には再出版された。しかし、一部古参同志が事実と異なると指摘したため、1986年に習仲勲が調査した結果、「党の歴史的人物の描写は歪曲してはならない」と決定され、胡耀邦の指示で再度発禁となった。その後、小説に描かれた関係者がほとんど逝去した2009年に至って江西教育出版社から再刊された。